# Exército Austro-Húngaro

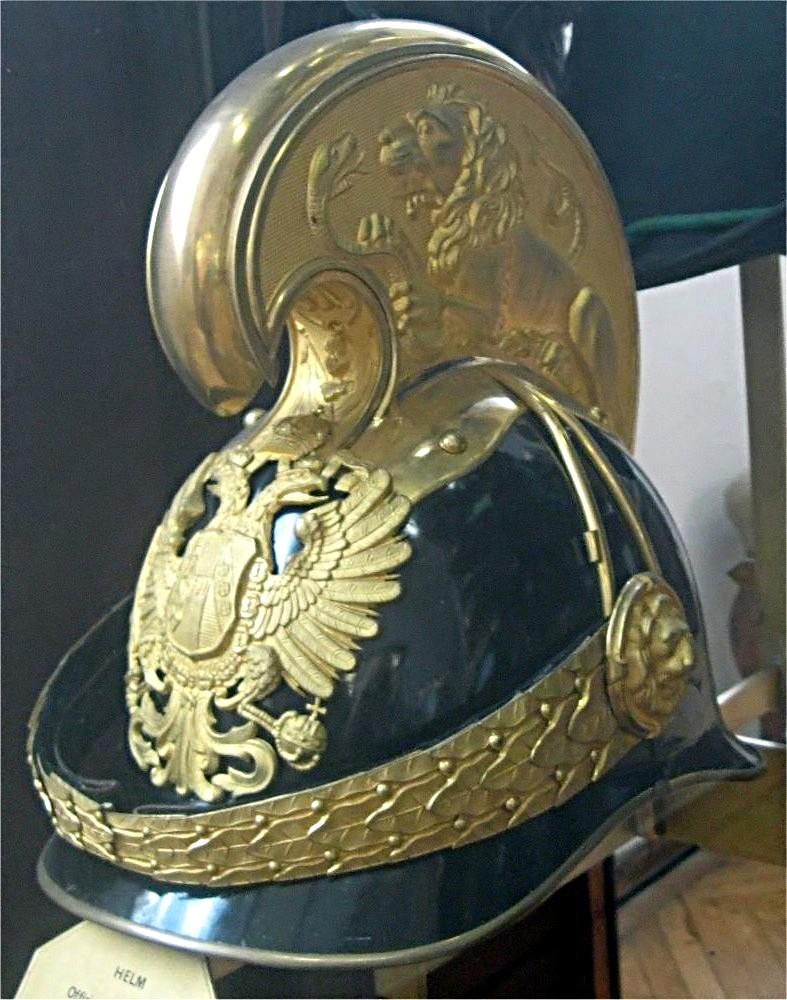
Capacete de um oficial de cavalaria.

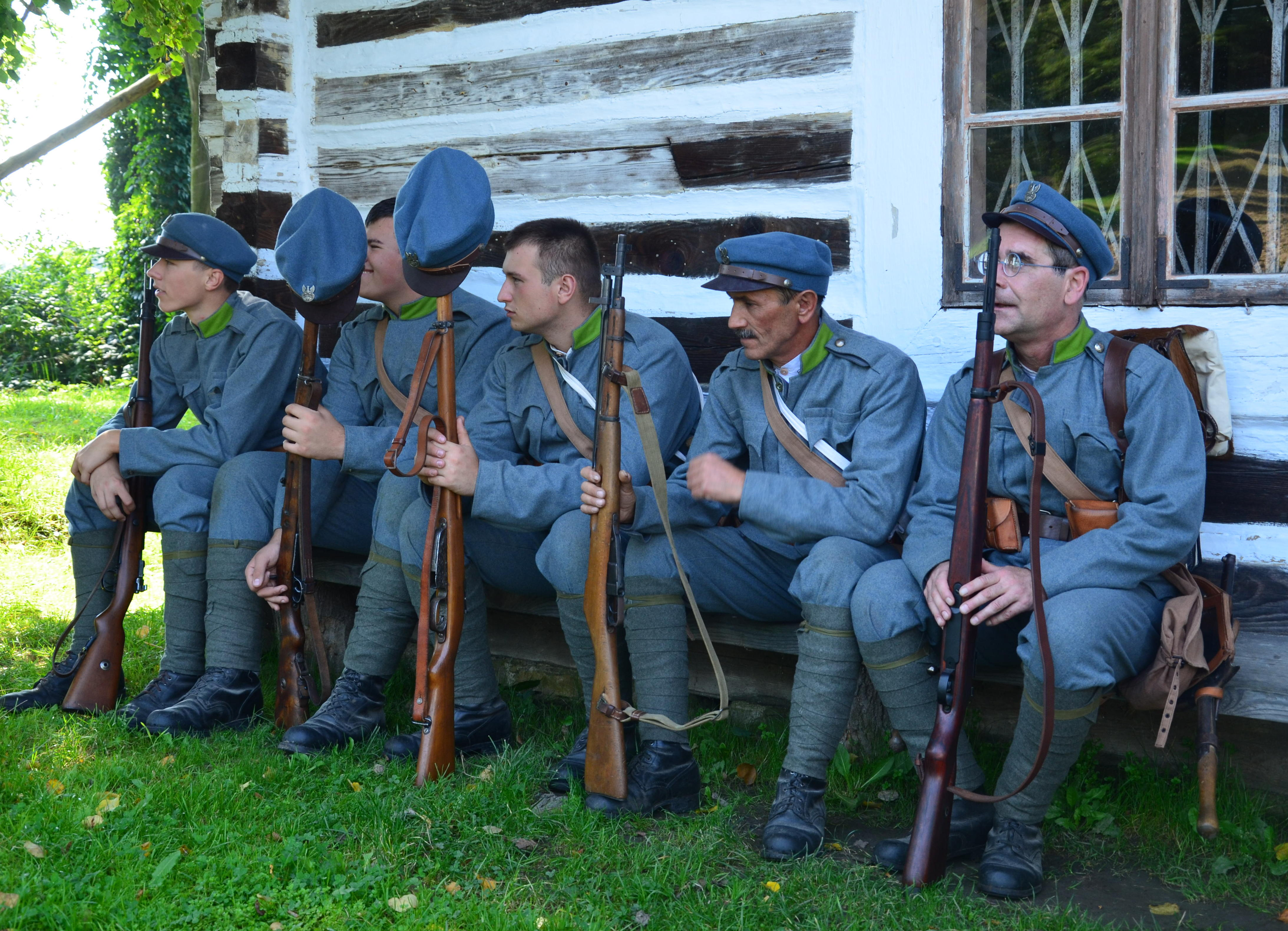
Atores utilizando uniformes de época do exército austro-húngaro.

O Exército Austro-Húngaro (em alemão:  Landstreitkräfte Österreich-Ungarns; em húngaro:  Császári és Királyi Hadsereg) era as forças terrestres do Império Austro-Húngaro, que durou de 1867 até 1918. Era dividido em três partes: o exército conjunto (Gemeinsame Armee, "exército comum", recrutado de todas as partes do império), a Guarda Imperial Austríaca Landwehr (recrutada da região da Cisleitânia) e da Guarda Real Húngara Honvéd (recrutados da Transleitânia).
Logo após o período da luta entre o Império Austríaco e o Reino da Hungria e duas décadas de coexistência tensa entre os países, soldados húngaros passaram a servir em unidades mistas das forças imperiais e eram, na maioria dos casos, deslocados para proteger regiões do território da Hungria. Com a assinatura do Compromisso austro-húngaro de 1867 foi criado o exército triplo que iria compor as forças armadas do império. O exército continuou a existir desta forma até a dissolução do Império Austro-Húngaro após a Primeira Grande Guerra em 1918.
No final do século XIX, o país gastava quase 25% da sua renda nas forças armadas. A conscrição era essencial para manter o número de tropas necessárias para manter as fronteiras. Assim como o império, o exército era muito etnicamente diverso. A maioria dos recrutas eram austríacos de origem alemã e húngaros, mas também havia tchecos, poloneses, ucranianos, croatas, sérvios, romenos, eslovenos e italianos. Boa parte destes eram católicos, mas ainda tinham protestantes, gregos ortodoxos e judeus (embora vários oficiais de alta patente expressassem opiniões antissemitas).
No período da crise de julho de 1914, as forças austro-húngaras eram compostas por:
- 36 000 oficiais
- 414 000 soldados e suboficiais
- 87 000 cavalos (estimado)
- 1 200 peças de artilharia

As unidades do exército imperial-real (kaiserlich und königliche Armee) eram compostas por soldados geralmente mal treinados e tinham pouco acesso a novos equipamentos já que as novas armas eram dadas a unidades formadas principalmente por austríacos e húngaros, que também recebiam melhores mantimentos e investimentos. Os regimentos Honvéd e Landwehr, que eram muito bons, eram formados por três batalhões cada.
O uniforme tradicional branco da infantaria do século XIX foi substituídos por túnicas de azul escuro, que depois foram mudados para cinza escuro no começo da primeira grande guerra. Em setembro de 1915, um cinza-campo esverdeado foi adotado oficialmente (similar ao uniforme alemão).
O andamento da Primeira Guerra Mundial trouxe profundas mudanças ao exército austro-húngaro. A diversidade étnica se mostrou uma fraqueza, com vários eslavos (principalmente os de origem sérvia) tendo preferido se aliar a Rússia. No começo da grande guerra, as forças do império se provaram despreparadas e sofreram pesadas baixas. Com o tempo, o exército melhorou sua qualidade (principalmente devido a ajuda vinda da Alemanha). Ainda assim, mal preparo, equipamento ruim, falta de motivação e incompetência da liderança político-militar, acabou fazendo que as forças armadas austro-húngaras sofressem. Estima-se que mais de um milhão de soldados tenham morrido lutando pelo exército imperial austro-húngaro.
O último veterano austro-húngaro do exército que lutou na primeira guerra mundial foi Franz Künstler, que faleceu em maio de 2008 aos 107 anos de idade.

## Fotos

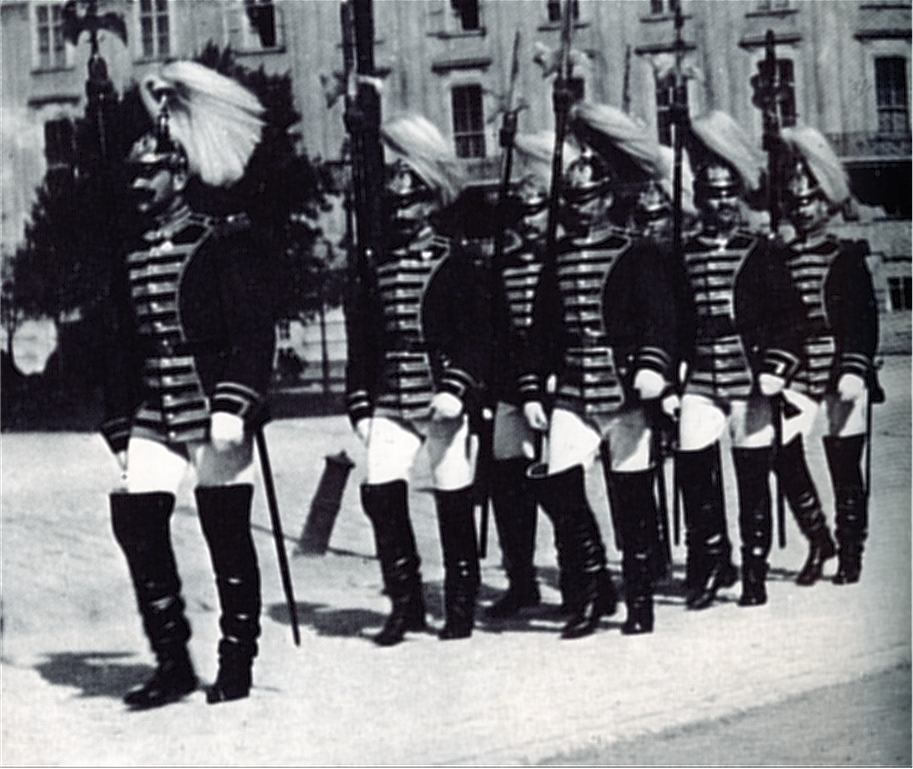
Soldados da guarda imperial.
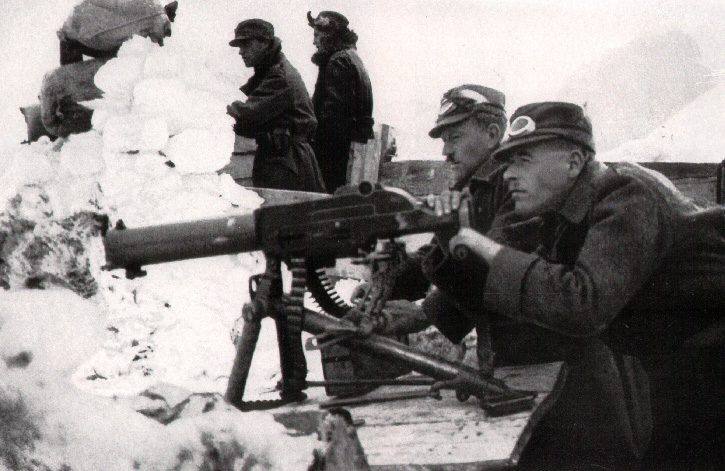
Infantaria austro-húngara na região de Tyrol.
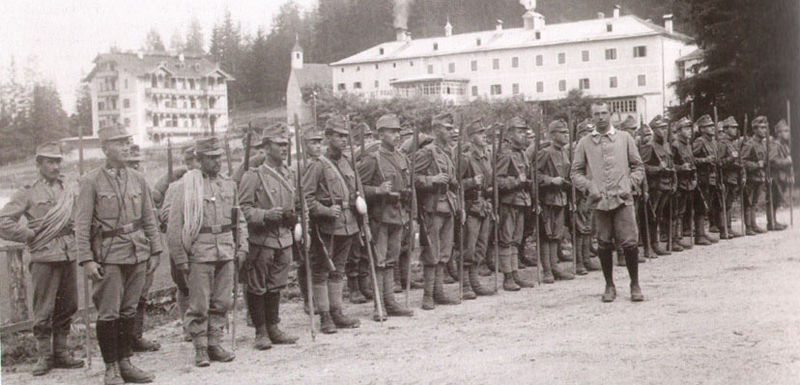
Soldados austro-húngaros no fronte italiano.
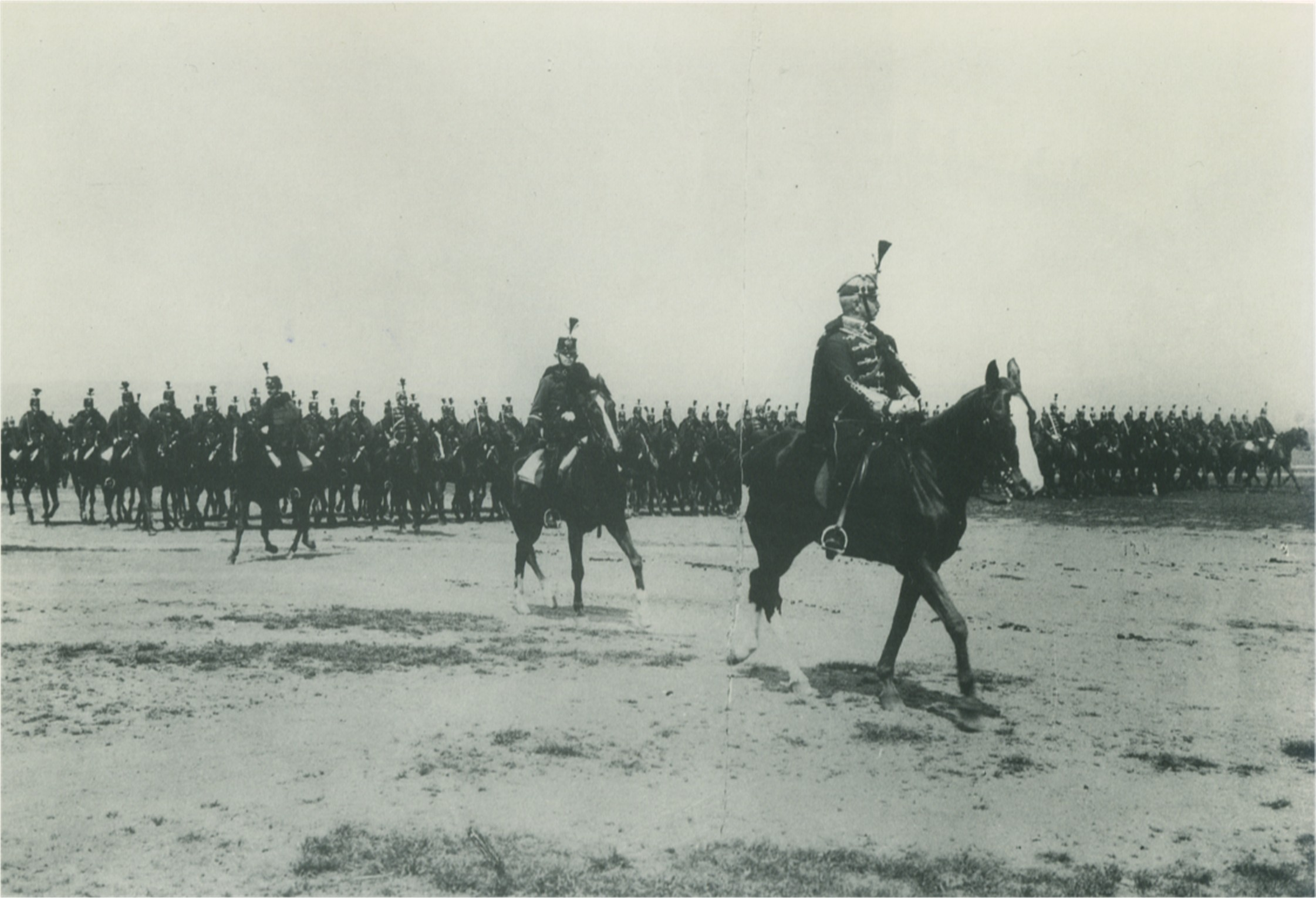
Hussardos da cavalaria austro-húngara.